# John McCartney (Fußballspieler, 1868)
John McCartney (* 1868 in Newmilns; † unbekannt) war ein schottischer Fußballspieler. Der rechte Außenläufer war ab 1892 Teil der ersten Mannschaft des kurz zuvor gegründeten FC Liverpool und gewann mit diesem sowohl in der Saison 1893/94 als auch in der Spielzeit 1895/96 die Zweitligameisterschaft.

## Sportlicher Werdegang
McCartney war als zweikampfstarker Abwehrspieler auf der Position des rechten Außenläufers bekannt und spielte nach Anfängen in der schottischen Heimat für den FC Newmilns und den FC St. Mirren ab Oktober 1892 für den FC Liverpool, der im Juni zuvor gegründet worden war. Mutmaßlich mitverantwortlich für den Wechsel war ein Streik in der Stadt Paisley in der Spitzen-Industrie zu dieser Zeit gewesen, in der McCartney gearbeitet haben könnte. McCartney gehörte in Liverpool zu der Mannschaft, die in der Saison 1892/83 die Meisterschaft in der Lancashire League gewann und danach in der zweitklassigen Second Division antrat. Dort gelang auf Anhieb der Aufstieg in die höchste englische Spielklasse. Nach dem umgehenden Abstieg im Jahr darauf gelang in der Saison 1895/96 die erneute Rückkehr in die First Division, wobei McCartney in 22 von 30 Ligapartien antrat und dazu alle vier „Testspiele“, wie die Aufstiegsrunde zur Qualifikation für die erste Liga genannt wurden, bestritt. Als der FC Liverpool unter dem 1896 neuen Trainer Tom Watson in eine neue Spielzeit ging, blieb McCartney einer der wenigen Akteure aus der Anfangszeit des Vereins, der weiterhin regelmäßig zum Einsatz kam. Dabei blieb seine mitunter grenzüberschreitende Spielhärte nicht unumstritten. Er selbst wurde dann jedoch „Opfer“ eines rüden Tritts von Alf Milward im Merseyside Derby gegen den FC Everton am 21. November 1896 – Milward wurde daraufhin vom Platz gestellt und entschuldigte sich für das Vorgehen mit dem Hinweis, dass er von McCartney provoziert worden war. Nach einer Saison 1897/98 als Mannschaftskapitän verließ McCartney im Juli 1898 den Klub und ließ die aktive Karriere beim Zweitligisten New Brighton Tower ausklingen.